# Osmia regulina
Osmia regulina är en biart som beskrevs av Cockerell 1911. Osmia regulina ingår i släktet murarbin, och familjen buksamlarbin. Inga underarter finns listade i Catalogue of Life.